# گنادی ساپونوف
گنادی ساپونوف (روسی: Геннадий Андреевич Сапунов؛ ۵ دسامبر ۱۹۳۸ – ۳۰ اوت ۲۰۲۳) کشتی‌گیر کشتی فرنگی اهل اتحاد جماهیر شوروی بود.
وی همچنین برندهٔ جوایزی همچون نشان برجسته افتخار، مدال شجاعت کار، و قهرمان ورزشی اتحاد شوروی شده‌است.
وی در مسابقات کشوری و بین‌المللی در مجموع برندهٔ ۲ مدال طلا، ۱ مدال نقره شده‌است.